# پروژه ژن تیره
پروژه ژن تیره (به انگلیسی: Project Dark Gene) یک همکاری نظامی-اطلاعاتی بین نیروی هوایی شاهنشاهی ایران و سازمان جاسوسی سیا علیه اتحاد جماهیر شوروی بود. دریافت اطلاعات از شوروی در دوران جنگ سرد که همواره احتمال وقوع یک جنگ جدید مطرح بود، برای ایالات متحده آمریکا بسیار با ارزش بود.

## پیشینه
بر اساس این پروژه که در اواخر دهه ۱۹۶۰ میلادی و ۱۹۷۰ میلادی انجام گرفت، پروازهای جاسوسی و شناسایی برون‌مرزی توسط جنگنده‌های فانتوم RF-4C و نورثروپ RF-5A انجام گرفت که توسط خلبانان ایرانی و آمریکایی به پرواز در آمده بودند.

### تلفات
در خلال این ماموریت‌ها دست کم دو جنگنده فانتوم توسط نیروی هوایی شوروی ساقط شدند و خلبانان ایرانی و آمریکایی آن‌ها به اسارت درآمدند که مدتی بعد در عوض تحویل ماهواره شناسایی شوروی از جانب ایران که به اشتباه در خاک ایران سقوط کرده بود، به ایران بازگشت داده شدند.

## نحوه اجرا
شیوه عملیات‌ها به این طور بود که با پروازهای برون‌مرزی جنگنده‌های ایرانی در نوار مرزی با شوروی، آن‌ها اقدام به عکس‌برداری از مراکز نظامی و سایت‌های موشکی شوروی در طول نوار مرزی می‌کردند و در بازگشت در اختیار تحلیل‌گران آمریکایی قرار می‌دادند. در مواردی دیگر هدف پروازها متفاوت بود و جنگنده‌ها با پرواز به نقاط عمیقتر خاک شوروی، آن‌ها را وادار به واکنش در برابر این کنش می‌کردند و در حالیکه شوروی اقدام به واکنش سریع برای مقابله می‌کرد، جنگنده‌ها با استراق سمع آژیرهای خطر یا ردیابی فرکانس‌های تولید شده توسط سایت‌های موشکی یا ارتباطات رادیویی برج‌های مراقبت با جنگنده‌های عملیات واکنش سریع، از موقعیت سایت‌های موشکی پنهان یا فرودگاه‌های نظامی مطلع می‌شدند. این قبیل عملیات‌های جاسوسی و شناسایی توسط جنگنده‌های RF-4C که به همین منظور تولید و به ایران تحویل داده شده بودند انجام می‌گرفت. در خلال اینگونه عملیات‌ها چندین جنگنده و هلیکوپتر نیروی هوایی ایران منهدم شد.

## پس از انقلاب اسلامی
در اولین ماه‌های بعد از انقلاب اسلامی ایران، رایزنی‌هایی بین مقامات سیاسی حکومت جدید ایران و دیپلمات‌های آمریکایی روی داد و دو طرف موافقت کردند ادوات و تجهیزات جاسوسی از شوروی، بدون مناقشه و مخفیانه از ایران خارج گردد.